# Chimarra elia
Chimarra elia är en nattsländeart som beskrevs av Ross 1944. Chimarra elia ingår i släktet Chimarra och familjen stengömmenattsländor. Inga underarter finns listade i Catalogue of Life.